# Stotts City
Stotts City est une ville du comté de Lawrence, dans le Missouri, aux États-Unis,. Située au centre du comté, elle est fondée au début des années 1870 et incorporée en 1895.

## Démographie
Lors du recensement de 2010, la ville comptait une population de 220 habitants. Elle est estimée, en 2016, à 220 habitants.

### Source de la traduction
- (en) Cet article est partiellement ou en totalité issu de l’article de Wikipédia en anglais intitulé « Stotts City, Missouri » (voir la liste des auteurs).